# Rin Miyaji
Rin Miyaji (jap. 宮道りん Miyaji Rin; ur. 8 lipca 2000) – japońska zapaśniczka walcząca w stylu wolnym. Srebrna medalistka mistrzostw świata w 2021. Mistrzyni Azji kadetów w 2017. Druga na mistrzostwach Azji juniorów w 2019. Trzecia na mistrzostwach Japonii w 2019 i 2020 roku.